# Colabata thea
Colabata thea is een vlinder uit de familie van de Apatelodidae. De wetenschappelijke naam van de soort is voor het eerst geldig gepubliceerd in 1924 door William Schaus.